# گلشانه
گلشانه(نام علمی: Ctenanthe oppenheimiana) نام یک گونه از تیره مارانتائیان است.